# Чигинцев, Алексей Ильич
Алексей Ильич Чигинцев (7 февраля 1939, Карагандинская область — 5 февраля 2016, Новокузнецк, Кемеровская область) — советский передовик производства, бригадир шахты «Большевик» производственного объединения «Облкемеровоуголь», Герой Социалистического Труда.

## Биография
В 13 лет остался без отца. Был старшим ребёнком в семье. Кроме него было четверо сестер. Начал трудиться в 14 лет в леспромхозе. В 17 лет пришёл на шахту «Большевик». Сначала был грузчиком, подвозил лес на шахту. Потом — три года служил в Советской армии.
После окончания воинской службы вернулся на шахту, работал на поверхности. Затем — работа под землей — крепильщиком, посадчиком. Когда на шахту в 1978 году поступил первый очистной комплекс, осваивать новую технику доверили А. И. Чигинцеву. Под его руководством была сформирована комсомольско-молодёжная бригада. В 1984 году бригада Чигинцева из одной лавы комплексом КМ-81Э выдала на-гора 766 тысяч тонн топлива. Никому в стране раньше не удавалось добиться такой высокой выработки на этом комплексе.
В среднем в бригаде на каждого горнорабочего в месяц приходилось 1100 тонн добытого угля. Бригада А. И. Чигинцева в первый же год работы прочно вошла в число «тысячниц», выдав на-гора 260 тысяч тонн. А затем бригада уверенно работала в режиме пятисот тысячников. Из 545 миллионов тонн угля, добытого новокузнецкими шахтерами за всю историю города (к 1989 году), свыше 6 миллионов тонн добыла бригада А. Чигинцева.
Являлся членом парткома шахты, заместителем председателя совета трудового коллектива, руководителем общественного отдела кадров шахты.
Работал на шахте до выхода на пенсию.

## Награды и звания
Ордена Трудового Красного Знамени, Октябрьской революции, три знака «Шахтерская слава», Заслуженный шахтёр РСФСР (27.09.1978). За выдающиеся производственные достижения 14 августа 1985 года А. И. Чигинцеву присвоено звание Героя Социалистического Труда.